# Georgi Iliew (przedsiębiorca)

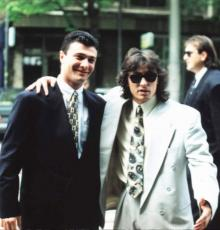
Georgi Iliew (z lewej) razem ze swoim bratem Wasylem

Georgi Andriejew Iliew (ur. 22 lipca 1966, zm. 25 sierpnia 2005) – bułgarski biznesmen i działacz piłkarski, były prezes pierwszoligowego Lokomotiwu Płowdiw.
25 sierpnia 2005 roku w restauracji kurortu nad Morzem Czarnym, niedaleko Burgasu, został zamordowany przez nieznanych sprawców. Bułgarska policja podejrzewała, że Iliew, który był powiązany ze światem przestępczym, padł ofiarą wojny gangów. Dziesięć lat wcześniej w Sofii w podobnych okolicznościach zginął jego brat Wasyl.